# Brennberg
Brennberg – miejscowość i gmina w Niemczech, w kraju związkowym Bawaria, w rejencji Górny Palatynat, w regionie Ratyzbona, w powiecie Ratyzbona; wchodzi w skład wspólnoty administracyjnej Wörth an der Donau. Leży w Lesie Bawarskim, około 22 km na północny wschód od Ratyzbony.

## Dzielnice
W skład gminy wchodzą następujące dzielnice:
- Brennberg
- Bruckbach
- Frankenberg
- Frauenzell
- Bibersbach
- Zumhof
- Zwinger

## Osoby urodzone w Brennbergu
- Hermann Höcherl – polityk

## Współpraca
- Brennbergbánya – dzielnica Sopronu, Węgry

## Zabytki i atrakcje
- Klasztor Frauenzell
- ruiny zamku Brennberg

## Oświata
W gminie znajduje się szkoła podstawowa.